# Le Roi Cophetua et la Jeune Mendiante
Le Roi Cophetua et la Jeune Mendiante est un tableau réalisé par le peintre britannique Edward Burne-Jones en 1884. Cette huile sur toile préraphaélite représente Cophetua s'éprenant d'une mendiante. Elle est conservée au sein des collections de la Tate, à la Tate Britain, à Londres.

## Postérité
Le tableau fait partie des « 105 œuvres décisives de la peinture occidentale » constituant le musée imaginaire de Michel Butor.
Le roi Cophetua est le titre d'une des nouvelles du recueil La Presqu'ile de Julien Gracq (1970)